# Culcasia scandens
Culcasia scandens là một loài thực vật có hoa trong họ Ráy (Araceae). Loài này được P.Beauv. mô tả khoa học đầu tiên năm 1803.